# Rio Ilfov
O Rio Ilfov é um rio da Romênia afluente do rio Dâmboviţa. Possui 96 km de extensão.